# Paratubana albomaculata
Paratubana albomaculata är en insektsart som beskrevs av Mauro, Mejdalani et Felix 2003. Paratubana albomaculata ingår i släktet Paratubana och familjen dvärgstritar. Inga underarter finns listade i Catalogue of Life.